# David van den Tempel
David van den Tempel (29 juli 1988, Zeist) is een acteur en zanger uit Amsterdam. Hij studeerde in 2015 af aan de Frank Sanders Akademie.

## Biografie
Van den Tempel studeerde in 2015 af aan de Frank Sanders Akademie.
Na zijn opleiding was hij onder andere te zien in de muziektheater voorstelling "Het meisje met het rode haar". Vervolgens was Van den Tempel in 2016 te zien in de musical "Soldaat van Oranje". Hierna tourde hij in 2017 in de Musical Award winnende voorstelling, "Adele, Conny, Jasperina – De Grote Drie". Vervolgens was hij in 2018 te zien in de musical "The Full Monty" en in 2018/2019 in "Evita". Op dit moment speelt David Freek in de voorstelling: "Vietnam".
David maakte in 2015 zijn televisie debuut in de NPO-telefilm "Kamp Holland". Hij speelde de rol van Steven Bout en werd geregisseerd door Boris Paval Conen. Kamp Holland werd vertoond in Nederland, Duitsland, Frankrijk, Japan, Korea en de Verenigde Staten.
Ook speelde hij in 2016 de rol van Kevin van Dijk in een VR-film en in 2018 nam hij een gastrol in de serie "SpangaS" voor zijn rekening. Verder speelde hij de hoofdrol in de korte film "Overspoeld" onder regie van Lianne Klitsie.
Naast acteren en zingen is hij gecertificeerd zangleraar in de Vocal CoreTM-methode en geeft hij zangles aan veel professionele zangers en zangeressen.
Voor zijn acteercarrière was hij vijf jaar lang onderofficier bij de Koninklijke Marechaussee.

## Theater
- 2014 - Ode aan Willem Wilminck & Harry Bannink (met leden van Don Quishocking) - solist
- 2015 - Het meisje met het rode haar - Joop
- 2015 - Douze Points, Twelve Points - solist
- 2016 - Soldaat van Oranje - ensemble/understudy Anton & Bram
- 2017 - Adele Conny Jasperina - De Grote Drie - Gabriël
- 2018 - The Full Monty - Erik Vogelzang
- 2018 - Reprise Adele, Conny, Jasperina - De Grote Drie - Gabriël
- 2018/2019 - Evita - ensemble/understudy Magaldi
- 2019/2020 - Vietnam - Freek
- 2020/2021 - Haal het doek maar op[1]- Peter van der Gracht
- 2021/2022 - Titanic de Musical - Harold Bride
- 2024 - Mamma Mia! (musical) - understudy Sam Machielse (tijdens verlenging)
- 2024/2025 - Saturday Night Fever (musical) - Frank Manero Jr.

## Televisie/film
- 2016 - Kamp Holland (telefilm EO/NPO 3) - Steven Bout
- 2016 - Voor elkaar (VR-film) - Kevin van Dijk
- 2018 - Overspoeld (korte film) - hoofdrol
- 2018 - Youhired (commercial) - perfecte kandidaat
- 2019 - Spangas (webserie) - salesmanager

## Prijzen
- Winnaar Musical Award - Adele, Conny, Jasperina - De Grote Drie - beste kleine musical
- Winnaar Broadway in Holland-award - Erik Vogelzang in The Full Monty - beste bijrol